# Râul Pistruia Mică
Râul Pistruia Mică este un curs de apă, unul din cele două brațe care formează râul Pistruia.

## Hărți
- Harta județului Maramureș
- Harta muntii Gutâi  Arhivat în 4 martie 2016, la Wayback Machine.